# Rektascenzija
Rektascenzija (njem. Rektaszension, od lat. rectus: prav; uspravan + ascensio: uspinjanje, kratica RA prema engl. right ascension, oznaka α) je jedna od kutnih koordinata za određivanje položaja nebeskih tijela na nebeskoj sferi u ekvatorskom koordinatnom sustavu. Rektascenzija je kut od satne kružnice proljetne točke do satne kružnice nebeskoga tijela, računana u smjeru dnevne vrtnje neba, tj. prema istoku (suprotno od zemljopisne dužine). Računa se u satnoj mjeri od 0h do 24h (1 h odgovara kutu od 15°); povezana je sa zvjezdanim (sideričkim) vremenom. Rabi se od Hiparhova doba. Rektascenzija zvijezda postupno se mijenja zbog Zemljine precesije.
Satni kut je sferni kut ili luk između ravnine nebeskoga meridijana i ravnine satne kružnice nebeskoga tijela, mjeren u smjeru dnevnoga gibanja zvijezda. Mjeri se satnom mjerom od 0h do 24h (1 h odgovara kutu od 15°). Označuje razliku mjesnoga zvjezdanog vremena i rektascenzije nebeskog tijela. Time označuje i zvjezdano vrijeme koje je proteklo od prolaska tijela kroz mjesni meridijan. Poseban smisao ima satni kut proljetne točke, koji označuje mjesno zvjezdano vrijeme.

## Osnove orijentacije na nebeskoj sferi
Astronomija je vezana za orijentaciju u prostoru, a ona se sastoji u tome da gledajući u nebo, i prelazeći pogledom s jednog nebeskog tijela na drugo, mi povezujemo smjerove u kojima vidimo tijelo. Položaj tijela projiciramo na plohu jedne kugle, koju nazivamo nebeskom sferom. Zbog velikih daljina nebeskih tijela, možemo zamisliti da je i nebeska sfera na velikoj daljini. Bliski predmeti, kao što su avion ili umjetni satelit, na nebeskoj će sferi brzo mijenjati međusobni položaj, a mnogo udaljenije zvijezde, iako se i one ustvari gibaju, duže će zadržavati prividno jednak projicirani razmještaj. Dakle, položaj tijela određuje se smjerovima i kutovima između njih.
Za zapis položaja na nebeskoj sferi služe sferne koordinate, slično kao što za utvrđivanje položaja na površini Zemlje služe zemljopisne koordinate. Važne točke na globusu jesu polovi, točke kroz koje prolazi Zemljina os vrtnje. Veoma važno svojstvo, smjer vrtnje, ne možemo odrediti drukčije nego na osnovi iskustva. Kažemo da se Zemlja okreće kao desni vijak koji napreduje od Južnog pola prema Sjevernom polu. Smjer se može odrediti i s obzirom na način gibanja satne kazaljke. Gledajući na Sjeverni pol Zemlje, ona se vrti u smjeru suprotnom od kazaljke na satu. Pomoću meridijana odbrojavaju se zemljopisne dužine; računaju se kao istočne ili kao zapadne, od 0° do 180°. Početni meridijan je onaj koji, po dogovoru, prolazi zvjezdarnicom u Greenwichu, predgrađu Londona. Okomito na meridijane prolaze paralele (usporednice). Paralela najvećeg opsega je ekvator, a od njega se prema sjeveru i prema jugu odbrojavaju zemljopisne širine, kao sjeverne i južne, i to od 0° do 90°. Meridijana i paralela ima neizmjerno mnogo. 
U astronomiji se primjenjuje nekoliko koordinatnih sustava (nebeski koordinatni sustavi). Svaki od njih ima osnovni krug (kao što je Zemljin ekvator) i početnu polukružnicu (kao što je početni Greenwichski meridijan) od kojih se odbrojavaju koordinate. 

### Dnevno gibanje neba
Neposredan izgled pojava na nebu uvjetovan je Zemljinim gibanjima. Zemljina vrtnja uzrok je prividnom okretanju nebeske sfere i izmjene dana i noći. Svakako, nije svejedno okreće li se Zemlja ili nebeska sfera, sa svim zvijezdama i galaktikama. U posljednjem bi slučaju relativne brzine zvijezda morale nadmašiti brzinu svjetlosti, a nedostajale bi mnoge sitne pojave koje pružaju fizičke i astronomske dokaze gibanja Zemlje. Te pojave jesu: zakretanje ravnine njihanja (Foucaultovo njihalo), otklon na istok pri slobodnom padu, spljoštenost Zemlje, pojava dnevne paralakse, dnevna aberacija svjetlosti i još neke. Bez razumijevanja fizičke suštine, a to znači ne znajući za ograničenu veličinu Zemlje i njezina gibanja, neposredno vidljive promjene na nebu nisu jednostavno protumačive. Zato je i trebalo mnogo vremena dok se čovjek nije izdignuo iznad neposredno danog. 

### Nebeska os, nebeski ekvator i nebeski meridijan
Vidljiv predio neba ovisi o položaju promatrača i o trenutku promatranja. Svaki promatrač na Zemlji stoji na vodoravnoj ravnini, a pravac sile teže, vertikala, okomit je na tu ravninu. Smjer vertikale pokazuje slobodno obješen, miran visak. Produži li se vertikala prema nebeskoj sferi, probost će je u točki koja ovisi o zemljopisnom položaju i o trenutku dana, jer se Zemlja okreće. Zbog Zemljina okretanja vertikala opisuje stožac oko produžene Zemljine osi ili nebeske osi. Nebeska os probada nebesku sferu u sjevernom i južnom nebeskom polu. Nebeska os je zamišljeni pravac identičan sa Zemljinom osi rotacije i probada nebesku sferu u sjevernom i južnom nebeskom polu. U točki sjevernog nebeskog pola se približno nalazi zvijezda Sjevernjača. Oko nebeske osi se prividno okreće nebeska sfera (prividno okretanje nastaje zbog rotacije Zemlje). Sva nebeska tijela prividno se okreću oko nebeske osi. Ravnina Zemljina ekvatora, protegnuta do nebeske sfere, isijeca na njoj kružnicu ili nebeski ekvator. Nebeski ekvator je projekcija Zemljinog ekvatora na nebesku sferu. Ravnina kojoj pripada nebeski ekvator okomita je na nebesku os. Ravnina meridijana na kojemu se promatrač nalazi presijeca nebesku sferu uzduž velike kružnice ili nebeskog meridijana. Nebeski meridijan je zamišljena velika kružnica na nebeskoj sferi koja prolazi sjevernim i južnim nebeskim polom i sadrži projekciju nebeskog tijela čiji meridijan promatramo. Meridijan promatrača prolazi nebeskim polovima, te sadrži zenit i nadir promatrača. Kako promatrač subjektivno ne osjeća Zemljinu vrtnju, činit će mu se da se nebeska sfera okreće oko Zemljine osi, i to u suprotnom smjeru.

### Obzor, zenit i nadir
Vodoravna ravnina na kojoj se promatrač nalazi je ravnina obzora ili horizonta, a kružnica koju ona isijeca na nebeskoj sferi je obzor ili horizont. Obzor je velika kružnica nebeske sfere, nastaje presjekom ravnine koja prolazi stajalištem promatrača s nebeskom sferom i okomita je na pravac zenit-nadir. Vidljivi horizont (na otovrenim površinama kao more) se zbog zakrivljenosti Zemljine površine nalazi ispod astronomskog horizonta (tome je uzrok i nadmorska visina te refrakcija Zemljine atmosfere). Točke u kojima okomica ili vertikala probada nebesku sferu jesu zenit i nadir. Zenit je točka na nebeskoj sferi koja se nalazi direktno iznad promatrača. Nadir je točka na nebeskoj sferi suprotno od zenita (ispod promatrača). Na arapskom znači suprotan, nasuprot. Zvijezde obilaze oko nebeske osi po kružnicama koje su nazvane dnevne kružnice. Neke zvijezde, one koje su blize sjevernom nebeskom polu, stalno su iznad obzora (cirkumpolarna zviježđa). Neke zvijezde izlaze iznad obzora i zalaze pod obzor.
Kao istočna točka obzora (E)  i kao zapadna točka obzora (W) zadaje se presjecište nebeskog ekvatora s obzorom. Nebeski meridijan prolazi kroz zenit, sjeverni i južni nebeski pol. Presjecište meridijana i obzora bliže sjevernom nebeskom polu je sjeverna točka obzora (N), a njoj nasuprot, južna točka obzora (S). Četiri glavne točke obzora (N, S, W i E) određene su prividnim dnevnim gibanjem neba i razlikovanjem polova, a razmaknute su na obzoru za pravi kut. Zvijezde izlaze na istočnoj strani obzora, podižu se do nebeskog meridijana, gdje dostižu najveću visinu ili kaže se da prolaze kroz gornju kulminaciju. Nastavljajući kruženje, zalaze na zapadnoj strani obzora. Nakon toga će zvijezde proći i kroz najniži položaj ili donju kulminaciju. Iznad obzora zvijezde se premještaju od istočne strane prema zapadnoj. Cirkumpolarne zvijezde nikada ne zalaze, a anticirkumpolarne nikada ne izlaze. Sve zvijezde, promatrane na svim zemljopisnim širinama, bez obzira na to jesu li cirkumpolarne ili nisu, prolaze kroz gornju kulminaciju u onoj polovici meridijana (meridijan je raspolovljen sjevernim i južnim nebeskim polom) koja sadrži zenit; kroz donju kulminaciju zvijezda će proći u onoj polovici meridijana koja sadrži nadir. Dijelovi dnevnih kružnica iznad obzora jesu dnevni lukovi. Zvijezda koja se nalazi na dnevnoj kružnici sjevernije od nebeskog ekvatora izlazi između sjeverne (N) i istočne (E) točke obzora, a zalazi između sjeverne i zapadne (W) točke obzora. Južnije od istočno – zapadne linije, izlaze i zalaze one zvijezde koje su smještene južnije od nebeskog ekvatora.

### Ekvatorski koordinatni sustav
S vrtnjom nebeske sfere izravno je povezan ekvatorski koordinatni sustav. Taj je sustav projekcija zemljopisnog koordinatnog sustava na nebesku sferu. Osnovni krug sustava je krug nebeskog ekvatora. Dnevne kružnice paralelne su s nebeskim ekvatorom. Kutna udaljenost nebeskog tijela od nebeskog ekvatora je deklinacija δ. Ta koordinata poprima vrijednost od 0° do 90° (od nebeskog ekvatora prema sjevernom nebeskom polu) i od 0° do -90° (od nebeskog ekvatora prema južnom nebeskom polu).  
Druga koordinata ima dvije mogućnosti. Prema jednoj, početna je polukružnica ona polovica meridijana promatrača, koja se pruža od sjevernog do južnog nebeskog pola a sadrži zenit. Koordinata koja se računa od te polovice meridijana je satni kut t. Kut se računa uzduž dnevne kružnice i raste u smjeru dnevnog gibanja neba, od istoka prema zapadu. Satne kružnice su mjesta na nebeskoj sferi koja imaju jednak satni kut. Kut nebeskog tijela izražava se vremenom koje je prošlo od njegove gornje kulminacije, dakle od 0 do 24 h. Razlog je u tome što se u svom dnevnom gibanju nebesko tijelo odmiče od meridijana i njegov satni kut raste. Satni kut nekih tijela važan je u mjerenju vremena. 
U drugoj mogućnosti koordinata je rektascenzija α, kut između satne kružnice koja prolazi proljetnom točkom γ i satne kružnice promatranog tijela. Rektascenzija se računa od 0 h do 24 h, i raste od zapada prema istoku, suprotno od satnog kuta (u smjeru koji je suprotan dnevnom gibanju neba). No taj porast pokazuje smjer prividnog godišnjeg gibanja Sunca. Rektascenzija se zajedno s deklinacijom upotrebljava za određivanje položaja zvijezda na nebeskoj sferi, one služe kao zvjezdane adrese i upisuju se u karte neba, astronomske kataloge i godišnjake. 
Ekvatorski koordinatni sustav pogodan je za praćenje dnevnog gibanja neba. Pomatrač vidi na nekom položaju kako se oko njega okreću zvijezde. Pritom je zgodno zamišljati da su zvijezde pričvršćene na satne kružnice, a da se one okreću oko nas kao savijene šipke kišobrana kojemu je drška nebeska os.

## Poveznice
- deklinacija
- Mjesni ekvatorski koordinatni sustav
- Nebeski ekvatorski koordinatni sustav
- Nebeski koordinatni sustavi
- Sferna astronomija
- prividno gibanje planeta

## Vanjske poveznice
- dr.sc. Drago Špoljarić, "Nebeski koordinatni sustavi", Zvjezdarnica Zagreb, eskola.zvjezdarnica.hr (pristupljeno 09. studenog 2013.)
- astro.fdst.hr: Prividno gibanje neba